# Phyllachora araliarum
Phyllachora araliarum är en svampart som beskrevs av Petr. 1968. Phyllachora araliarum ingår i släktet Phyllachora och familjen Phyllachoraceae.   Inga underarter finns listade i Catalogue of Life.